# Josh Helman
Joshua „Josh“ Helman (* 22. Februar 1986 in Adelaide, South Australia) ist ein australischer Schauspieler.

## Leben
Helman übernahm seine erste Rolle in der australischen Soap Opera Home and Away. Nach mehreren kleineren Rollen stellte er 2010 in der HBO-Miniserie The Pacific den Cpl. Lew „Chuckler“ Juergens dar. 2012 übernahm er im Actionfilm Jack Reacher die Rolle des Schlägers Jeb Oliver. 2014 war er in der Comicverfilmung X-Men: Zukunft ist Vergangenheit als Major Stryker zu sehen. Die Rolle übernahm er erneut in dessen Fortsetzung X-Men: Apocalypse.
2017 gab er mit dem Film Kate Can’t Swim sein Debüt als Drehbuchautor und Regisseur.

## Filmografie (Auswahl)
- 2007: Home and Away (Fernsehserie, 5 Episoden)
- 2007: All My Friends Are Leaving Brisbane
- 2009: Aidan’s View (Kurzfilm)
- 2009: McLeods Töchter (McLeod’s Daughters, Fernsehserie, 1 Episode)
- 2010: Königreich des Verbrechens (Animal Kingdom)
- 2010: The Pacific (Fernsehserie, 6 Episoden)
- 2012: Jack Reacher
- 2013: Blinder
- 2014: X-Men: Zukunft ist Vergangenheit (X-Men: Days of Future Past)
- 2015: Mad Max: Fury Road
- 2015: A Country Called Home
- 2015: Flesh and Bone (Fernsehserie, 8 Episoden)
- 2016: X-Men: Apocalypse
- 2016: Wayward Pines (Fernsehserie, 10 Episoden)
- 2017: Kate Can’t Swim (auch Drehbuch und Regie)
- 2017: My Name Is Lenny
- 2018: Undertow
- 2020: Monster Hunter
- 2020: Deputy – Einsatz Los Angeles (Deputy, Fernsehserie, 6 Episoden)
- 2021: Small Engine Repair
- 2024: Furiosa: A Mad Max Saga